# Thomas Derrick (boia)
Thomas Derrick (1500 circa – 1600 circa) è stato un criminale britannico e celebre esecutore di sentenze capitali.

## Biografia
Attivo nell'Inghilterra elisabettiana, il mestiere di boia non veniva scelto comunemente come professione libera a causa del rischio di vendetta dei parenti del condannato. Per questa ragione spesso i boia erano costretti a questa occupazione. Derrick in particolare fu condannato per violenza sessuale ma fu perdonato da Robert Devereux, II conte d'Essex (liberandolo dalla pena di morte) e divenne boia presso Tyburn.
Derrick uccise più di 3.000 persone, incluso chi lo perdonò, Earl of Essex, nel 1601. Derrick inventò un sistema di patibolo al posto della comune fune attorno ad un palo.
Il sistema derrick è divenuto eponimo per il telaio che supporta la fune con il nodo scorsoio, in analogia alle moderne gru.